# Coccidophilus marginata
Coccidophilus marginata är en skalbaggsart som först beskrevs av Leconte 1878.  Coccidophilus marginata ingår i släktet Coccidophilus och familjen nyckelpigor. Inga underarter finns listade i Catalogue of Life.